# Saint-Calez-en-Saosnois
Saint-Calez-en-Saosnois est une commune française, située dans le département de la Sarthe en région Pays de la Loire, peuplée de 185 habitants (les Caléziens).
La commune fait partie de la province historique du Maine, et se situe dans le Saosnois.

## Géographie

### Communes limitrophes
|           | Saosnes                 | Pizieux    |
|           | Saint-Calez-en-Saosnois | Commerveil |
| Courgains | Monhoudou               |            |

### Lieux-dits et écarts
Cinq hameaux : Beaumontcel, Faux les Fils, Guette, les Gourries, l'Offié.
Principaux lieux-dits : la Belle Meunière, la Chesnaye, Courgimer, les Essards, les Essempieds, la Grande Doitée, Moire, les Noyers.

### Climat
Pour des articles plus généraux, voir Climat des Pays de la Loire et Climat de la Sarthe.
En 2010, le climat de la commune est de type climat océanique dégradé des plaines du Centre et du Nord, selon une étude du CNRS s'appuyant sur une série de données couvrant la période 1971-2000. En 2020, Météo-France publie une typologie des climats de la France métropolitaine dans laquelle la commune est exposée à un climat océanique altéré et est dans la région climatique  Normandie (Cotentin, Orne), caractérisée par une pluviométrie relativement élevée (850 mm/a) et un été frais (15,5 °C) et venté. 
Pour la période 1971-2000, la température annuelle moyenne est de 10,6 °C, avec une amplitude thermique annuelle de 14,3 °C. Le cumul annuel moyen de précipitations est de 730 mm, avec 11,9 jours de précipitations en janvier et 7,4 jours en juillet. Pour la période 1991-2020, la température moyenne annuelle observée sur la station météorologique de Météo-France la plus proche, « Commerveil_sapc », sur la commune de Commerveil à 4 km à vol d'oiseau, est de 11,9 °C et le cumul annuel moyen de précipitations est de 712,2 mm,. Pour l'avenir, les paramètres climatiques de la commune estimés pour 2050 selon différents scénarios d'émission de gaz à effet de serre sont consultables sur un site dédié publié par Météo-France en novembre 2022.

## Urbanisme

### Typologie
Au 1er janvier 2024, Saint-Calez-en-Saosnois est catégorisée commune rurale à habitat très dispersé, selon la nouvelle grille communale de densité à sept niveaux définie par l'Insee en 2022.
Elle est située hors unité urbaine. Par ailleurs la commune fait partie de l'aire d'attraction de Mamers, dont elle est une commune de la couronne,. Cette aire, qui regroupe 21 communes, est catégorisée dans les aires de moins de 50 000 habitants,.

### Occupation des sols
L'occupation des sols de la commune, telle qu'elle ressort de la base de données européenne d’occupation biophysique des sols Corine Land Cover (CLC), est marquée par l'importance des territoires agricoles (96,5 % en 2018), une proportion identique à celle de 1990 (96,5 %). La répartition détaillée en 2018 est la suivante : 
terres arables (90,3 %), zones agricoles hétérogènes (6,2 %), zones urbanisées (3,5 %). L'évolution de l’occupation des sols de la commune et de ses infrastructures peut être observée sur les différentes représentations cartographiques du territoire : la carte de Cassini (XVIIIe siècle), la carte d'état-major (1820-1866) et les cartes ou photos aériennes de l'IGN pour la période actuelle (1950 à aujourd'hui).

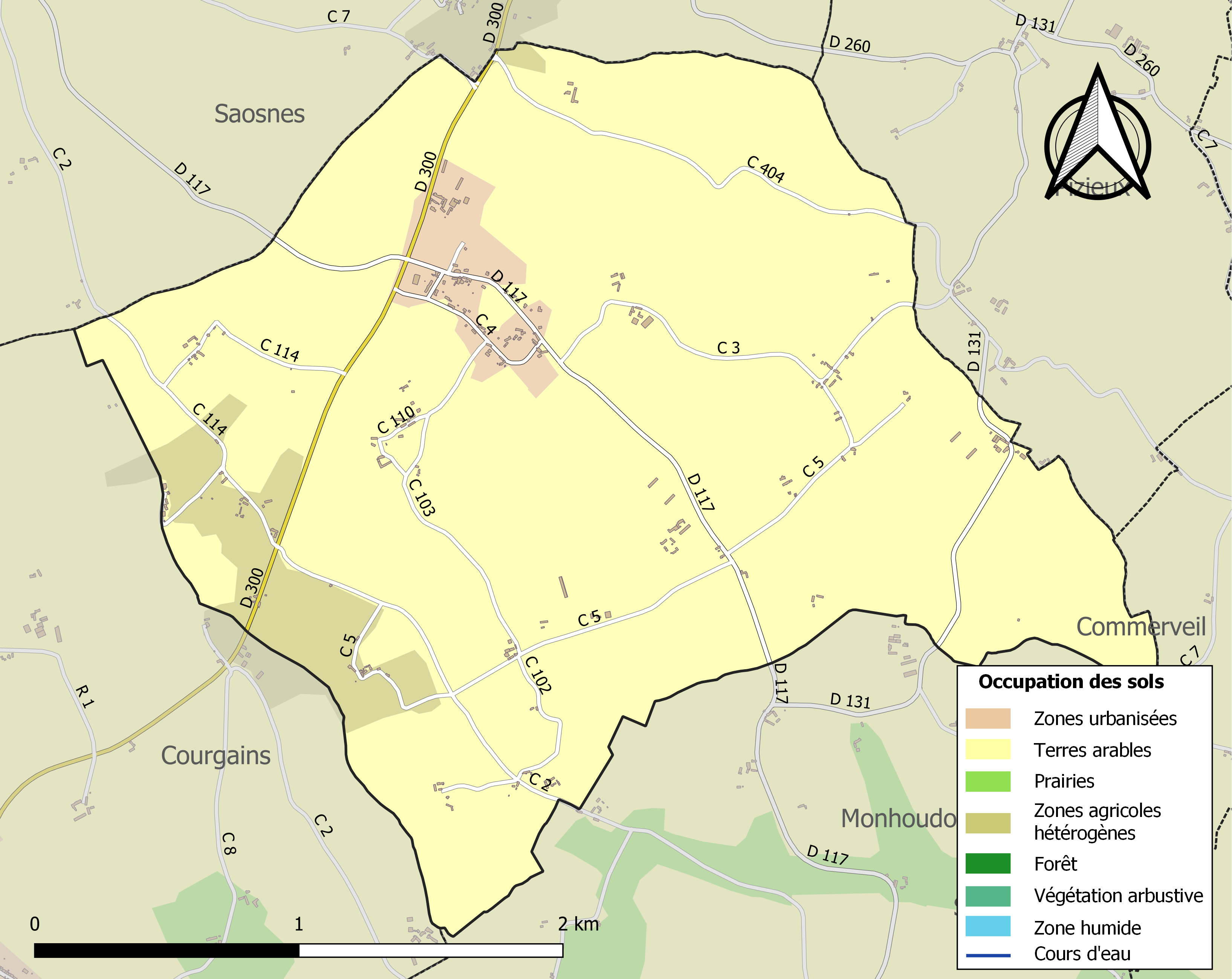
Carte des infrastructures et de l'occupation des sols de la commune en 2018 (CLC).

## Toponymie
Le nom de la localité est attesté sous la forme latinisée  [Prioratus] Sancti Karilefi en 1265. Durant la Révolution, la commune porte le nom de Calez-en-Saonois.
Cet hagionyme se réfère à l’ermite Carilephus, dont le nom a abouti régulièrement à Calais en français (voir Saint-Calais) ou parfois, comme ici, à Calez. Il fonda au VIe siècle une abbaye qui porte son nom à l’est du Mans, et l’église du village lui est dédiée. Le déterminant en-Saosnois indique que ce village a été implanté dans le pays du Saosnois dont Saosnes était autrefois la capitale. Il permet d'éviter l'homophonie avec Saint-Calais, autre commune de la Sarthe.

## Histoire
Saint-Calais-du-Maine, Saint-Calais-en-Sonnois, Saint-Calais-en-Saosnois.[réf. nécessaire]

## Démographie
L'évolution du nombre d'habitants est connue à travers les recensements de la population effectués dans la commune depuis 1793. Pour les communes de moins de 10 000 habitants, une enquête de recensement portant sur toute la population est réalisée tous les cinq ans, les populations de référence des années intermédiaires étant quant à elles estimées par interpolation ou extrapolation. Pour la commune, le premier recensement exhaustif entrant dans le cadre du nouveau dispositif a été réalisé en 2007.
En 2022, la commune comptait 185 habitants, en évolution de +3,93 % par rapport à 2016 (Sarthe : −0,25 %, France hors Mayotte : +2,11 %).
Saint-Calez-en-Saosnois a compté jusqu'à 729 habitants en 1831.
| 1793 | 1800 | 1806 | 1821 | 1831 | 1836 | 1841 | 1846 | 1851 |
| ---- | ---- | ---- | ---- | ---- | ---- | ---- | ---- | ---- |
| 555  | 596  | 654  | 651  | 729  | 704  | 712  | 707  | 620  |

| 1856 | 1861 | 1866 | 1872 | 1876 | 1881 | 1886 | 1891 | 1896 |
| ---- | ---- | ---- | ---- | ---- | ---- | ---- | ---- | ---- |
| 616  | 560  | 523  | 496  | 478  | 416  | 381  | 380  | 360  |

| 1901 | 1906 | 1911 | 1921 | 1926 | 1931 | 1936 | 1946 | 1954 |
| ---- | ---- | ---- | ---- | ---- | ---- | ---- | ---- | ---- |
| 335  | 332  | 315  | 290  | 265  | 250  | 258  | 280  | 242  |

| 1962 | 1968 | 1975 | 1982 | 1990 | 1999 | 2006 | 2007 | 2012 |
| ---- | ---- | ---- | ---- | ---- | ---- | ---- | ---- | ---- |
| 237  | 225  | 180  | 155  | 133  | 166  | 170  | 171  | 167  |

| 2017 | 2022 | - | - | - | - | - | - | - |
| ---- | ---- | - | - | - | - | - | - | - |
| 187  | 185  | - | - | - | - | - | - | - |

## Lieux et monuments

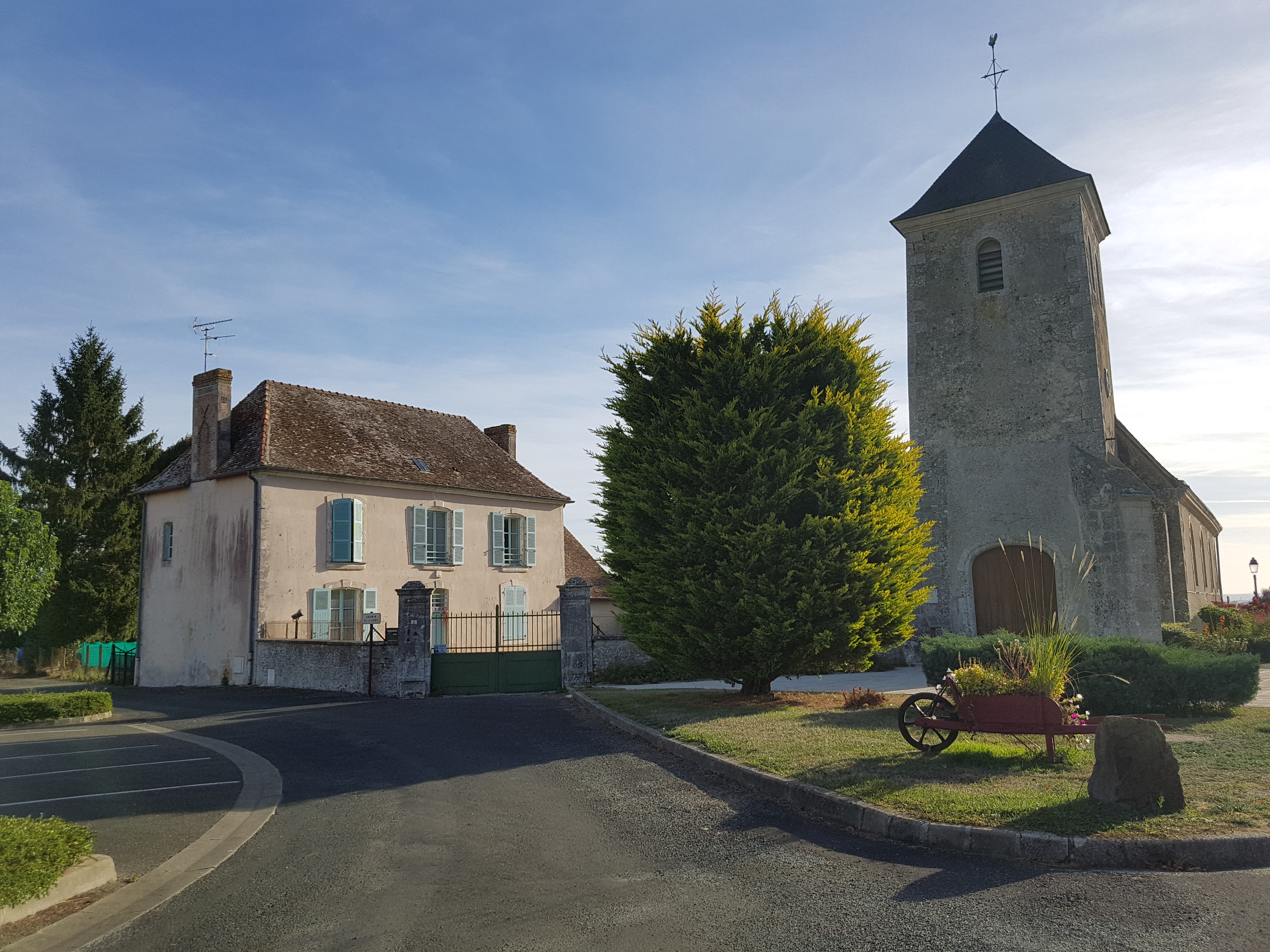
Église Saint-Calais de Saint-Calez-en-Saosnois et son presbytère

- Église XVe-XVIe siècles, dédiée à saint Calais.
- Four à chanvre à deux niveaux fin du XIXe, à Beaumontcel.

## Activité et manifestations
- 24 heures cyclistes du Saosnois : le dernier week-end du mois d'août.